# Ceremonia otwarcia nowej sesji parlamentu brytyjskiego

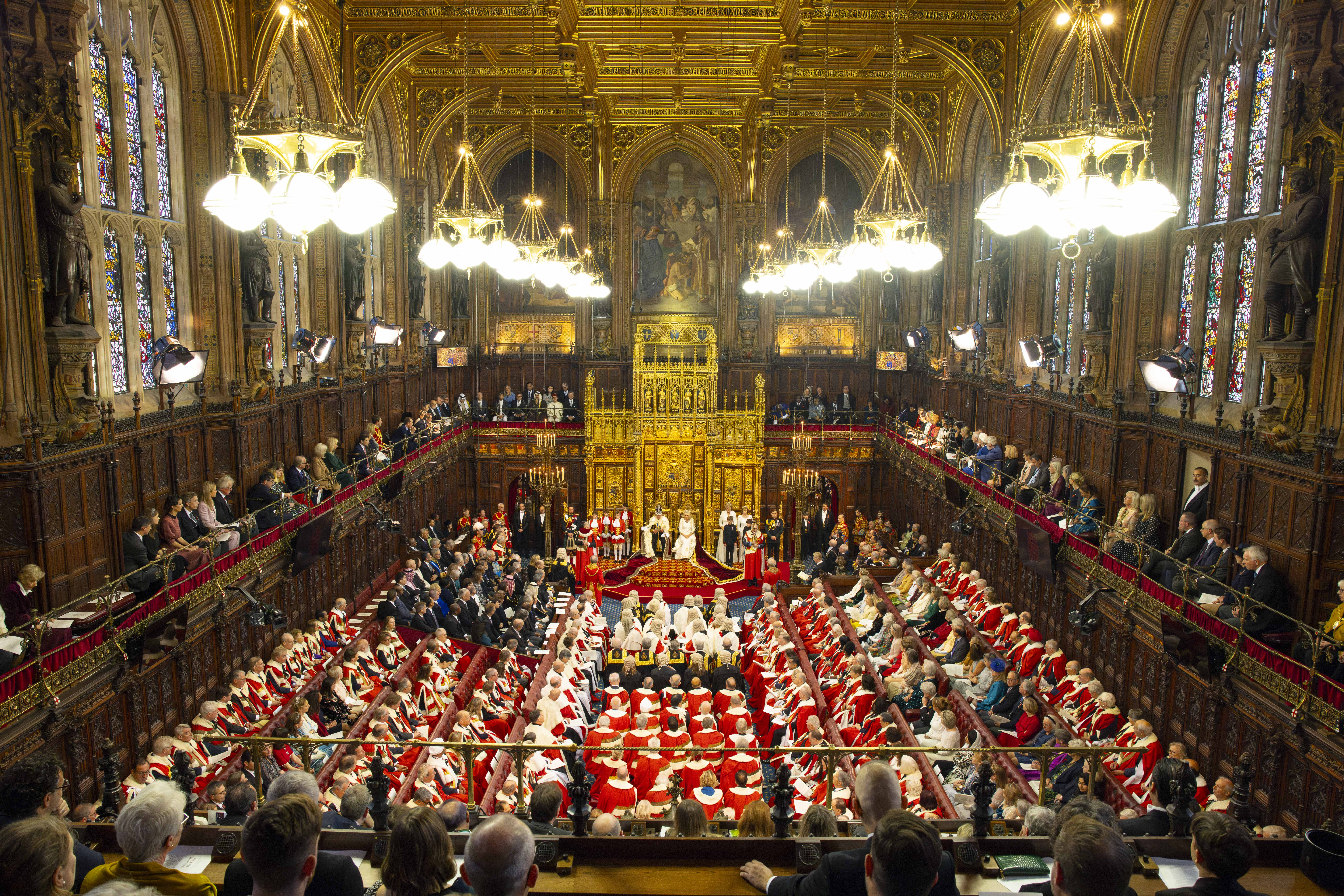
Ceremonia otwarcia nowej sesji parlamentu w 2023 roku

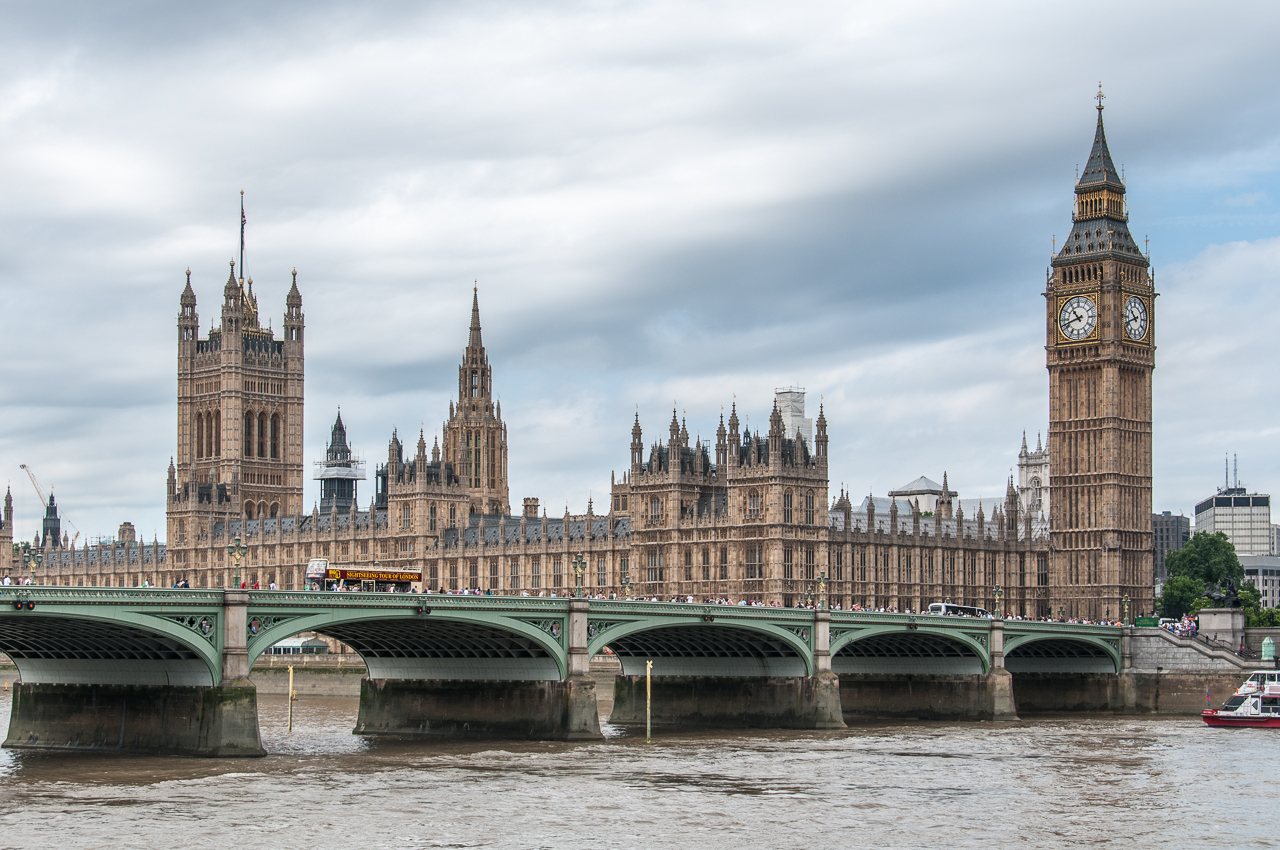
Gmach parlamentu brytyjskiego

Ceremonia otwarcia nowej sesji parlamentu brytyjskiego (ang. The State Opening of Parliament) – uroczysta inauguracja roku parlamentarnego w Wielkiej Brytanii.
The State Opening of Parliament stanowi formalny początek roku parlamentarnego w Zjednoczonym Królestwie, a mowa tronowa (Queen's Speech lub King's Speech) przedstawia plan działań rządu na nadchodzącą sesję. Jest to jedyna okazja, kiedy trzy części składowe Parlamentu – Suweren, Izba Lordów i Izba Gmin – występują razem. Ceremonia ma miejsce w pierwszym dniu nowej sesji parlamentarnej lub krótko po wyborach. Ostatnie otwarcie sesji miało miejsce w dniu 17 lipca 2024 roku.
Uroczystości rozpoczynają się przeszukiwaniem piwnic Pałacu Westminsterskiego przez Yeomen of the Guard, jeden z oddziałów straży przybocznej brytyjskiego monarchy, w celu zapobieżenia współczesnemu „spiskowi prochowemu” (Gunpowder Plot), który miał miejsce w 1605 roku. Była to nieudana próba wysadzenia parlamentu i zabicia protestanckiego króla, Jakuba I.

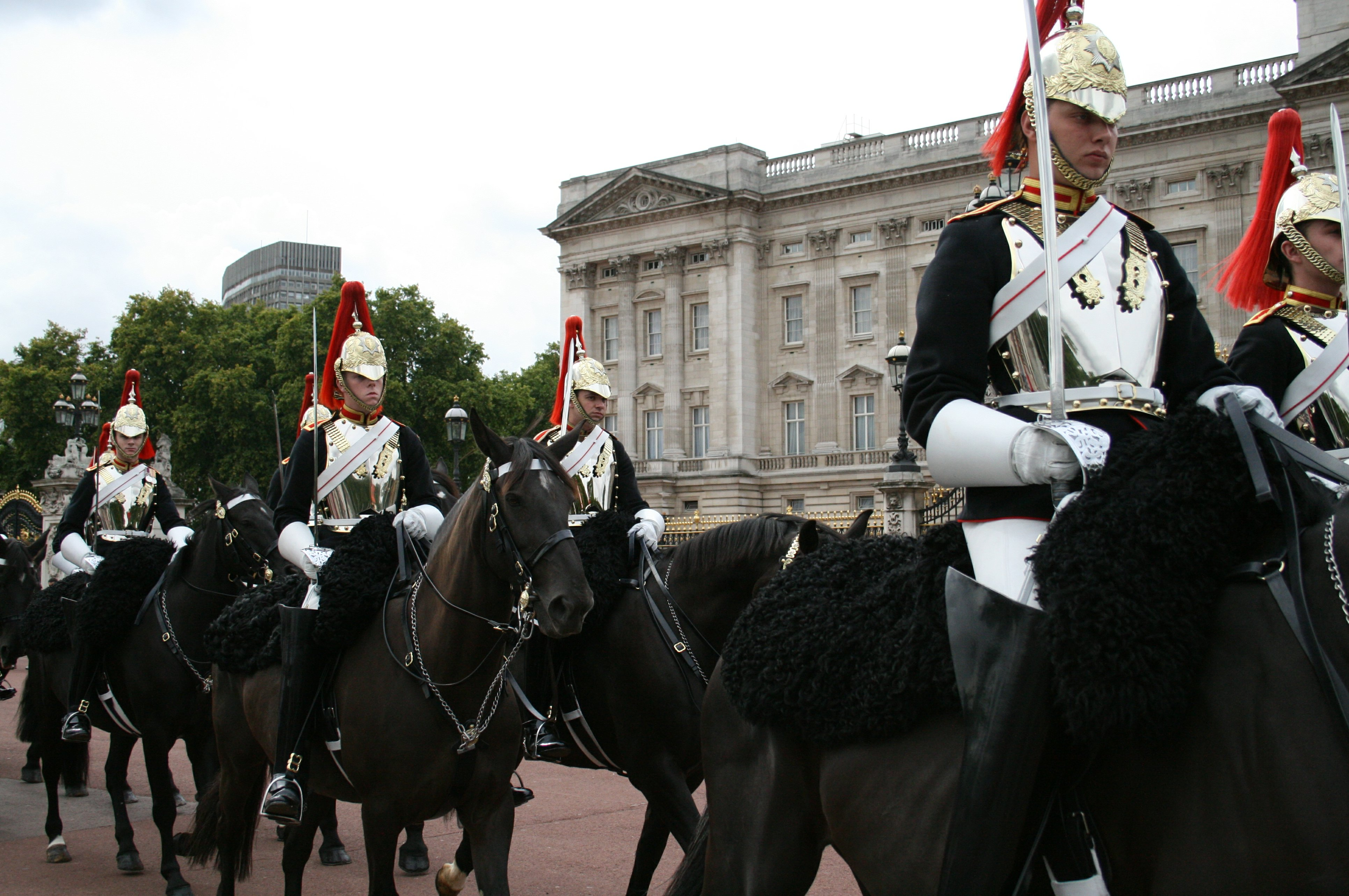
Gwardia dworska

Monarcha, obecnie król Karol III, udaje się karetą z Buckingham Palace do siedziby parlamentu w Pałacu Westminsterskim, w eskorcie oddziału kawalerii gwardii dworskiej (Household Cavalry).
Król przybywa do „Wejścia Suwerena” (Sovereign's Entrance), znajdującego się w Wieży Wiktorii (Victoria Tower) i przechodzi do Robing Room. Ubiera się tam w specjalny płaszcz (Robe of the State) i nakłada koronę (Imperial State Crown). Następnie prowadzi orszak poprzez Royal Gallery do sali Izby Lordów (House of Lords).
Przedstawiciel królewski, znany pod przydomkiem „Czarna Laska” (Black Rod; pełny tytuł tego stanowiska: the Gentleman/Lady Usher of the Black Rod) zostaje wysłany do Izby Gmin, aby wezwać deputowanych izby niższej do przyjścia.
Tuż przed nim drzwi do Izby Gmin zostają zatrzaśnięte. Postępuje się tak dla symbolicznego upamiętnienia wydarzeń z okresu wojny domowej i podkreślenia niezależności Izby od monarchy. „Czarna Laska” uderza w drzwi po trzykroć i drzwi zostają otwarte. Członkowie Izby Gmin udają się za „Czarną Laską” i Speakerem Izby (Commons Speaker) do Izby Lordów i stają po przeciwległej do tronu stronie sali.
Mowa tronowa (The King's Speech; pełna nazwa His Majesty’s Gracious Speech) jest odpowiednikiem exposé. Jest wygłaszana przez króla, ale jest napisana przez premiera i zawiera zarys działań politycznych oraz propozycji ustaw i przepisów do przyjęcia w czasie nowej sesji parlamentu.
Po wygłoszeniu mowy tronowej król opuszcza Izbę Lordów i zaczyna się nowa sesja parlamentu. Członkowie obu izb debatują na temat mowy króla i uzgadniają odpowiedź (Address in Reply to His Majesty’s Gracious Speech). Każda z Izb kontynuuje debatę na temat programu prac przez kilka dni. W Izbie Gmin mowa tronowa jest głosowana, w Izbie Lordów – nie.
Tradycja ceremonii otwarcia nowej sesji parlamentu oraz wygłaszania mowy tronowej przez monarchę sięga XVI wieku. Obecna forma uroczystości przyjęła się w postaci opracowanej w trakcie inauguracji sesji, która miała miejsce po odbudowie Pałacu Westminsterskiego w 1852 roku, po pożarze w 1834 roku.